# Saint-Marcoult
Saint-Marcoult is een Belgische plaats die behoort tot de Henegouwse gemeente Opzullik (Silly).
Hier bevindt zich de Sint-Marcoenkapel (Chapelle Saint-Marcoult), vanouds een bedevaartplaats waar men genezing zocht voor koningszeer. De kapel werd in 1792 gebouwd.
Bij de kapel bevindt zich een monument voor de verzetsstrijders die tijdens de Tweede Wereldoorlog opereerden vanuit de maquis de Silly ofwel het Bois de Silly.